# فرودگاه صحرایی اورنج‌ویل/بروندل
فرودگاه صحرایی اورنج‌ویل/بروندل (به انگلیسی: Orangeville/Brundle Field Aerodrome) یک فرودگاه خصوصی است که یک باند فرود چمن دارد و طول باند آن ۸۳۲ متر است. این فرودگاه در کشور کانادا قرار دارد و در ارتفاع ۴۹۷ متری از سطح دریا واقع شده است.